# Clavier Microsoft

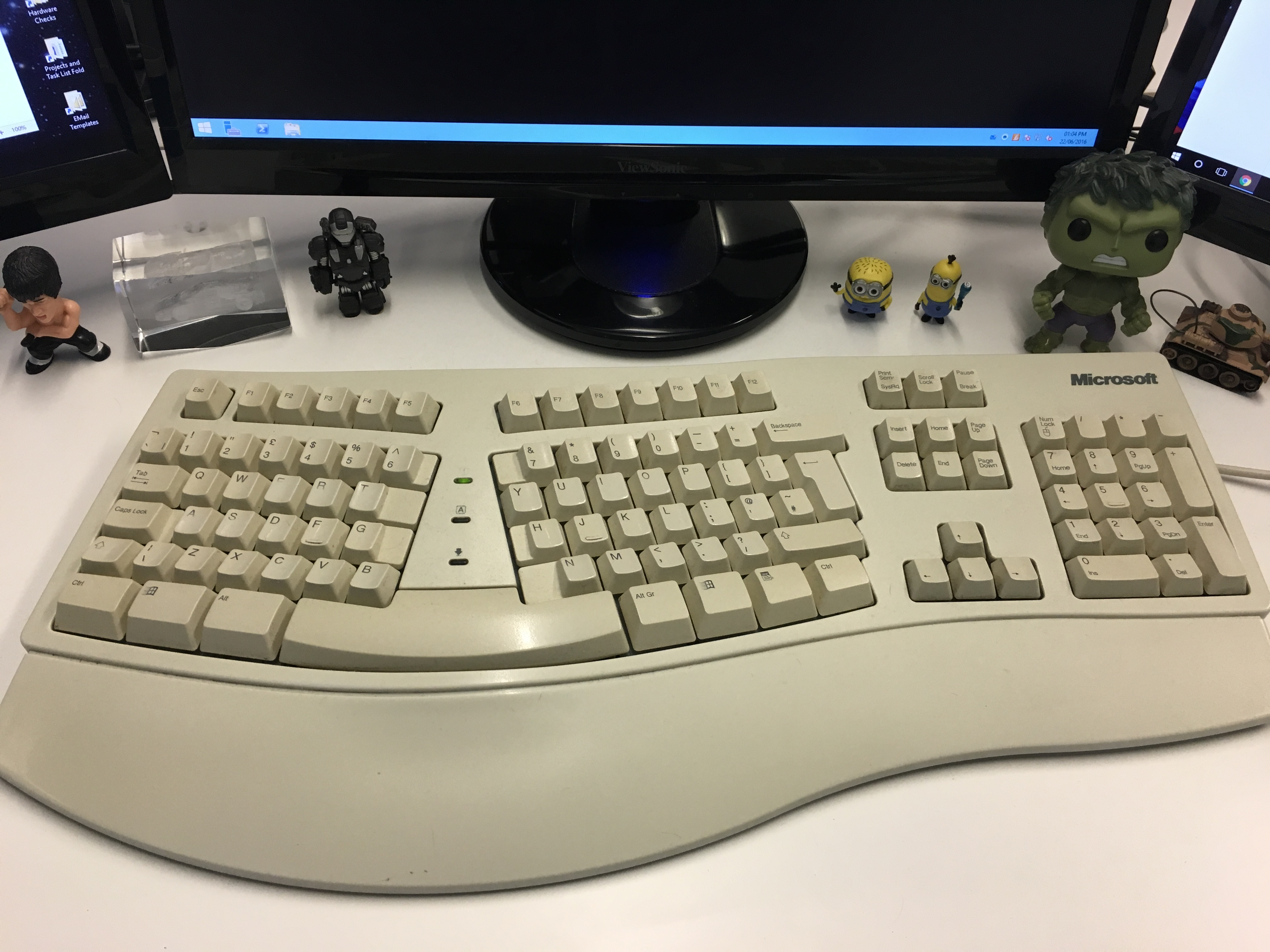
Clavier Microsoft

La première fabrication d'un clavier Microsoft a été lancée avec la sortie d'un clavier ergonomique pour ordinateur nommé « Natural Keyboard » en 1994. Il a été conçu pour Microsoft par Ziba Conception,.